# Tromøy
Tromøy är en tidigare tätort i Arendals kommun i Agder fylke i södra Norge. Orten ligger på ön Tromøya, sydöst om staden Arendal.
Tidigare har orten tillhört dåvarande Austre Molands kommun, därefter dåvarande Tromøy kommun.
Sedan 2002 räknas orten inte längre som en tätort.